# 久爾沃茲鄉
45°33′N 20°59′E / 45.550°N 20.983°E
久爾沃茲鄉（羅馬尼亞語：Comuna Giulvăz, Timiș），是羅馬尼亞的鄉份，位於該國西部，由蒂米什縣負責管轄，面積105平方公里，海拔高度77米，2002年人口2,887，人口密度每平方公里27人。